# 2-я пехотная бригада СС
2-я пехотная бригада СС (нем. 2. SS-Infanterie-Brigade) — тактическое соединение войск CC времён Великой Отечественной войны, состоявшее из добровольцев стран западной и северной Европы. Основана в 1941-м году в Польше. Планировалось использовать бригаду как охранное соединение, но командование 9-й армии настояло на том, чтобы бригаду использовали на Восточном фронте в первые дни войны. Участвовала во вторжении в СССР и в Блокаде Ленинграда. Весной 1943-го года была переименована во 2-ю латышскую добровольческую бригаду СС.

## История создания
Бригада была создана в мае 1941 г. на территории Польши на основе 4-го и 5-го пехотных полков СС (бывшие штандарты СС «Мёртвая голова»). Предполагалось, что в оккупированном СССР бригада будет нести охранную службу, но командование 9-й армии использовало бригаду в боевых действиях в первые дни войны.

## Боевой путь
Летом 1941 года бригада вторглась в СССР в составе 9-й армии вермахта. В ходе первых боёв она понесла большие потери и оба её полка 10 июля 1941 г. были выведены на полигон Арус в Восточной Пруссии. В сентябре 4-й пехотный полк СС вернулся на территорию Советского Союза, а 5-й полк был расформирован в Арусе. Вместо него в ноябре в бригаду был введён Фламандский добровольческий легион. В это время штаб бригады и подчинённые ей части участвовали в Блокаде Ленинграда в составе 28-го армейского корпуса. В бригаду были переданы различные добровольческие подразделения: Норвежский добровольческий легион, Добровольческий легион "Нидерланды" и латышские полицейские батальоны. Бригада участвовала в отражении советской атаки под Волховом, а затем в уничтожении советских войск в Волховском котле.
Затем бригада участвовала в оборонительном сражении у Ладожского озера. Всё это время бригада действовала в составе 50-го армейского корпуса. До весны 1943-го года бригада участвовала в окопной войне на Ленинградском фронте. В апреле-мае 1943-го бригаду покинули западноевропейские добровольческие легионы, и она была полностью переформирована во 2-ю латышскую добровольческую бригаду СС.

## Состав

### Май-июнь 1941-го года
- 4-й пехотный полк СС
- 5-й пехотный полк СС

### Ноябрь 1941-го — октябрь 1942-го года
- 4-й пехотный полк СС
- Добровольческий легион «Фландрия»

### Октябрь 1942-го — май 1943-го года
- Добровольческий легион «Нидерланды»
- Добровольческий легион «Норвегия»
- Добровольческий легион «Фландрия»
- 56-й полицейский батальон
- 102-й полицейский батальон
- 305-й полицейский батальон
- 52-й артиллерийский дивизион СС
- 52-я зенитная батарея СС
- 52-я сапёрная рота СС

## Командование
- Бригаденфюрер СС Карл фон Тройенфельд
- Штандартенфюрер СС Фриц Клингеманн
- Бригаденфюрер СС Фриц фон Шольц
- Штандартенфюрер СС Генрих Шульдт